# The Beatles Christmas Record
The Beatles Christmas Record (englisch Die Beatles Weihnachtsschallplatte) ist eine fünfminütige sogenannte Flexi-Disk mit Weihnachtsgrüßen der Beatles, die der Fanclub der Band am 6. Dezember 1963 exklusiv an seine Mitglieder versandte.

## Entstehung

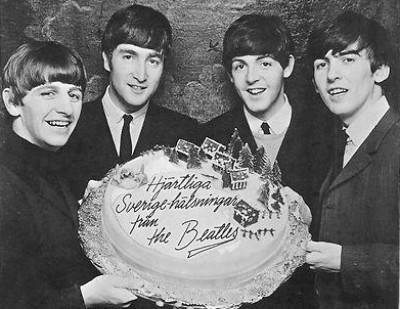
Beatles, 1963

Die Idee, für die Mitte 1963 etwa 25.000 zählenden Mitglieder des Fanclubs der Beatles eine exklusive Single zu Weihnachten zu versenden, geht auf den Mitarbeiter des Beatles-Managements Tony Barrow zurück. Barrow oblag unter anderem auch die Aufsicht über den Fanclub. Ursprünglich war die Aktion nur für 1963 vorgesehen, allerdings gab der Fanclub ab 1963 jährlich bis zur Auflösung der Beatles zu Weihnachten Singles mit Weihnachtsgrüßen der Beatles heraus.
Die Aufnahmen für die Single fanden am 17. Oktober 1963 im Anschluss an die Aufnahme für I Want To Hold Your Hand und This Boy in den Londoner Abbey Road Studios statt. Die Aufnahme wurde von George Martin produziert. Eigentlich hatte Tony Barrow Texte vorgefertigt, die die Beatles ablesen sollten, jedoch wichen die Beatles deutlich von diesen Texten ab.

## Inhalt
Die Single beginnt mit John Lennon, der das Lied Good King Wenceslas mit leicht verändertem Text vorträgt. Im Anschluss spricht Lennon kurz über das vergangene Jahr. Er erwähnt auch, dass die Beatles im November 1963 vor der Queen im Rahmen der Royal Variety Show auftreten werden, woraufhin er die britische Nationalhymne pfeift, in die die restlichen Beatles kurz einsteigen. Sein Teil endet damit, dass er eine verballhornte Version des Liedes Happy Birthday to You singt.
Als Nächstes berichtet Paul McCartney, dass er die Studioarbeit der Bühne vorzieht und erwähnt, dass die Band gerade vor der Aufnahme der Weihnachtsgrüße den ganzen Tag im Studio gearbeitet hatte. Es folgt wiederum John, der das Lied Good King Wenceslas auf Deutsch vorträgt.
Im Anschluss richtet Ringo Starr seine Weihnachtsgrüße aus und singt eine weitere Version von Good King Wenceslas – dieses Mal in einer Jazz-Version. Als letztes dankt George Harrison den Sekretärinnen im Fanclub für ihre Arbeit und singt eine letzte Version von Good King Wenceslas, gefolgt von einer textlich veränderten Fassung von Rudolph the Red-Nosed Reindeer. Am Ende rufen alle vier Beatles gemeinsam: “Merry Christmas everybody”.

## Veröffentlichungen
- Im Dezember 1963 wurde eine Flexi-Disk mit der Aufnahme an die mittlerweile 28.000 Mitglieder des Beatles Fanclubs versandt. Der Versand wurde vorher nicht angekündigt und wurde entsprechend positiv aufgenommen.
- Eine weitere Veröffentlichung fand am 18. Dezember 1970 statt, als die Aufnahme gemeinsam mit allen darauf folgenden Aufnahmen bis 1969 auf dem Album The Beatles Christmas Album erschien, das ebenfalls nur an Fanclubmitglieder versandt wurde.
- Kurzzeitig war The Beatles Christmas Record zum Jahreswechsel 2010/2011 bei iTunes erhältlich.
- Am 15. Dezember 2017 wurden erstmals offiziell Nachpressungen der sieben britischen Weihnachtssingles in einer limitierten Box mit dem Titel Happy Christmas Beatle People! veröffentlicht. Statt als Flexi-Discs wurden sie auf buntem Vinyl gepresst, das Artwork wurde den Originalcovern nachempfunden. In den Liner Notes sind unter anderem die damaligen Begleitschreiben der Beatles an die Fanclubmitglieder abgedruckt.[1]